# إذاعة الكوميديا
إذاعة الكوميديا هي إذاعة حديثة والأولى من نوعها في العالم العربي والشرق الأوسط وهي إحدى إذاعات شبكة راديو النيل وإذاعة الكوميديا (راديو كوميدي) إذاعة ترفيهية اجتماعية تقدم كل مايحقق البهجة للمستمع وتقدم النقد الاجتماعي اللاذع والكاريكاتير وكافة الأعمال المثيرة للمستمعين وتبدا إرسالها مع بداية العام الجديد 2010 وسوف يكون لها موقع إلكتروني لمتابعتها إضافة إلى كونها تبث إرسالها على موجات ال fm وعلى النايل سات.